# Microsoft Office 2019
Chronologie des versions
Microsoft Office 2016
Microsoft Office 2016 pour Mac Microsoft Office 2021
Microsoft Office 2019 est une version de la suite Microsoft Office, sortie le 24 septembre 2018 et succédant à Office 2016. Elle a été annoncée le 26 septembre 2017 à la conférence Microsoft Ignite[source insuffisante] et était prévue pour le second semestre 2018. Le 2 février 2018, Microsoft annonce que le produit sera disponible uniquement sur Windows 10, délaissant alors Windows 7 et 8.1.

## Nouvelles fonctionnalités
Microsoft Office 2019 inclut toutes les fonctionnalités de Microsoft 365, ainsi que l'amélioration des fonctionnalités du stylo numérique, de nouvelles animations dans PowerPoint, ainsi que de nouvelles formules et graphiques dans Excel.
En outre, Office 2019 ne recevra pas dix ans de support comme la plupart des versions antérieures. Il recevra les cinq ans de soutien habituel, mais n'aura que deux ans de support étendu.

## Méthode d'installation
Pour Office 2013 et Office 2016, les éditions variées, qui contenaient les applications client, étaient disponibles en Click To Run (Microsoft App-V) ou via les traditionnels installateur Windows (MSI). Pour Office 2019, Microsoft a annoncé que les applications clients seraient seulement disponibles en version Click To Run et que les versions serveurs auraient les installateurs traditionnels MSI[source insuffisante].

## Éditions
Les packages Microsoft Office 2019 Retail sont disponibles dans les variantes suivantes : Famille et Étudiant, Famille et Entreprise et Professionnel. Ils ont une licence perpétuelle, il n'est donc pas nécessaire de s'abonner comme avec Microsoft 365.

### Microsoft Office 2019 Home & Student
Office Home & Student est le package contenant des programmes standard tels que Word, Excel, OneNote et PowerPoint. Pour la plupart des gens, cela suffira. Ce package peut être installé sur 1 PC au moment de l'achat.

### Microsoft Office 2019 Home & Business
Ce package, Microsoft Office Home & Business 2019, est la version étendue du package Home & Student. Ce package comprend Word, Excel, OneNote, Powerpoint et Outlook.

### Microsoft Office 2019 Professional
Microsoft Office 2019 Professionnel est la suite la plus complète de la série Office 2019. Les applications suivantes sont incluses dans l'édition Professionnelle : Word, Excel, OneNote, Powerpoint, Outlook, Access et Publisher.